# Baltic Cup 2024
Der Baltic Cup war im Jahr 2024 die insgesamt 50. Austragung des Turniers der baltischen Fußballnationalmannschaften seit der Erstaustragung im Jahr 1928. Es gilt damit als das älteste noch ausgetragene internationale Fußballturnier für Nationalmannschaften in Europa. Es fand vom 8. bis 11. Juni 2024 in den drei baltischen Staaten Estland, Lettland und Litauen statt. Ausgetragen wurden die Spiele in Liepāja (Lettland) im Daugava-Stadion, in Kaunas (Litauen) im S.Dariaus-und-S.Girėno-Stadion und in Tallinn (Estland) in der A. Le Coq Arena.
An dem Turnier nahmen die Nationalmannschaften aus den drei baltischen Staaten Estland, Lettland und Litauen teil. Zum ersten Mal in der Geschichte dieses Wettbewerbs nahm Färöer als Gastmannschaft teil. Titelverteidiger war Island. Das Turnier wurde im K.-o.-System mit zwei Halbfinals, einem Spiel um Platz 3 und einem Finale ausgetragen.
Estland gewann das Finale gegen Litauen im Elfmeterschießen und gewann zum 10. Mal den Titel des Baltic Cup.

## Gesamtübersicht

### Halbfinale
|                         |   |         |     |
| 8. Juni 2024 in Liepāja |   |         |     |
| Lettland                | – | Litauen | 0:2 |
| 8. Juni 2024 in Tallinn |   |         |     |
| Estland                 | – | Färöer  | 4:1 |

### Spiel um Platz 3
|                          |   |        |     |
| 11. Juni 2024 in Liepāja |   |        |     |
| Lettland                 | – | Färöer | 1:0 |

### Finale
| Litauen                                                  | Litauen | Estland | Estland |
| -------------------------------------------------------- | --- | --- | ------- |
| Litauen                                                  | \| Finale \| \| 11. Juni 2024 in Kaunas (S.Dariaus-und-S.Girėno-Stadion) \| \| Ergebnis: 1:1 (0:0), 3:4 i. E. \| \| Schiedsrichter: Andris Treimanis ( Lettland) \| \| Spielbericht \| | \| Finale \| \| 11. Juni 2024 in Kaunas (S.Dariaus-und-S.Girėno-Stadion) \| \| Ergebnis: 1:1 (0:0), 3:4 i. E. \| \| Schiedsrichter: Andris Treimanis ( Lettland) \| \| Spielbericht \| | Estland |
| Litauen                                                  | Edvinas Gertmonas – Kipras Kažukolovas (90. Domantas Antanavičius), Rokas Lekiatas, Artemijus Tutyškinas – Paulius Golubickas (72. Giedrius Matulevičius), Modestas Vorobjovas (90. Linas Klimavičius), Justas Lasickas , Pijus Širvys, Matas Vareika (46. Fedor Černych), Artūr Dolžnikov (72. Arvydas Novikovas) – Armandas Kučys (64. Gytis Paulauskas) Cheftrainer: Edgaras Jankauskas | Karl Vallner – Michael Schjønning-Larsen (90. Erik Sorga), Rasmus Peetson, Maksim Paskotši, Karol Mets , Danil Kuraksin (83. Artur Pikk) – Rocco Shein, Kevor Palumets, Robi Saarma (46. Edgar Tur), Alex Tamm (62. Martin Vetkal) – Henri Anier (62. Mark Lepik) Cheftrainer: Jürgen Henn | Estland |
| Litauen                                                  | 1:1 Giedrius Matulevičius (84.) | 0:1 Mark Lepik (82.) | Estland |
| Litauen                                                  | Elfmeterschießen | | Estland |
| Litauen                                                  | 0:0 Justas Lasickas 0:1 Fedor Černych 1:2 Artemijus Tutyškinas 2:3 Arvydas Novikovas 3:3 Linas Klimavičius | 0:1 Karol Mets 0:2 Mark Lepik 1:3 Kevor Palumets 2:3 Erik Sorga 3:4 Martin Vetkal | Estland |
| Litauen                                                  | Maksim Paskotši (50.), Michael Schjønning-Larsen (71.), Edgar Tur (90.+2') | | Estland |
| Finale                                                   | | |         |
| 11. Juni 2024 in Kaunas (S.Dariaus-und-S.Girėno-Stadion) | | |         |
| Ergebnis: 1:1 (0:0), 3:4 i. E.                           | | |         |
| Schiedsrichter: Andris Treimanis ( Lettland)             | | |         |
| Spielbericht                                             | | |         |